# نهر كواي

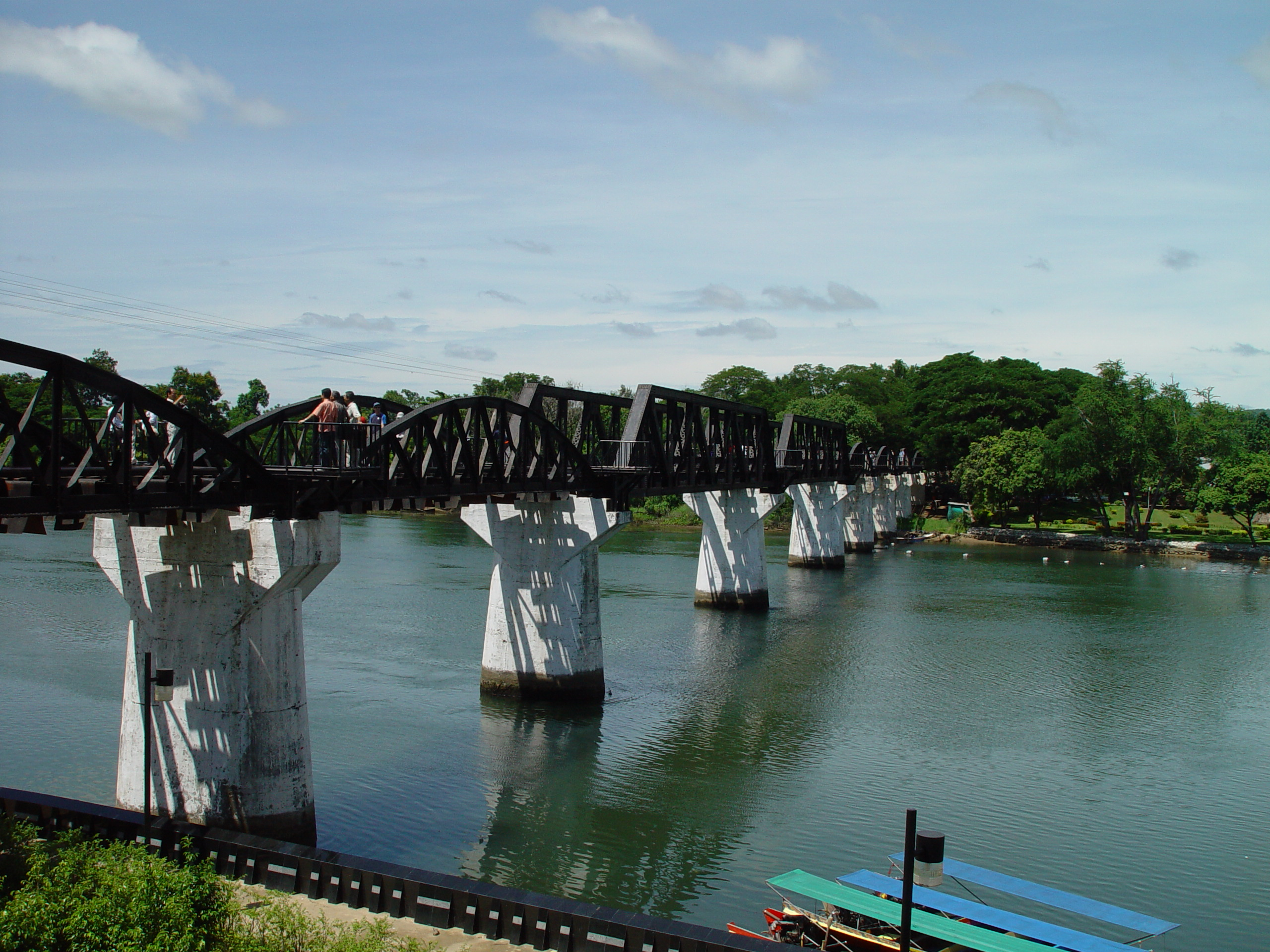
جسر نهر كواي

نهر كواي (بالتايلاندية:แควน้อย) و (بالإنجليزية:The River Kwai) هو نهر في غرب تايلاند بالقرب من بورما يبدأ النهر عند التقاء نهري بيخلي ورانتي في محافظة كانتشانابوري ليندمج مها نهر ماي كلونغ في كانتشنابوري الذي يصب في خليج تايلاند اشتهر النهر من خلال فليم فليم جسر نهر كواي (بالإنكليزية:The Bridge on the River Kwai) الحائز علي العديد من جوائز اوسكار وتدور احداث الفلم علي عملية بناء جزء من الخط وهو جسر نهر كواي الواقع في كانتشانابوري والذي يعتبر حاليا من المزارات السياحية الهامة في المحافظة .